# بیلادا
بیلادا (به اسپانیایی: Vilada) یک شهرستان در اسپانیا است که در بارسلون واقع شده‌است.

## خصوصیات
بیلادا ۲۲٫۳۴ کیلومترمربع مساحت و ۵۳۴ نفر جمعیت دارد و ۷۵۷ متر بالاتر از سطح دریا واقع شده‌است.